# Ornithoica podargi
Ornithoica podargi är en tvåvingeart som beskrevs av Maa 1966. Ornithoica podargi ingår i släktet Ornithoica och familjen lusflugor. Inga underarter finns listade i Catalogue of Life.